# Anna-Lena Löfgren
Anna-Lena Löfgren (Estocolmo, 1 de mayo de 1944 – Rånäs, 21 de mayo de 2010) fue una cantante sueca. Entre 1962 y 1995, más de 40 de sus canciones llegaron a Svensktoppen, la lista de éxitos de Sveriges Radio. Löfgren se convirtió en una de las cantantes suecas más conocidas de los 60.

## Biografía
La primera aparición de Löfgren fue en el programa de radio Barnens brevlåda en la década de los 50. Años después, fue descubierto por el cantante sueco Rock-Olga en el local nocturno Nalen de Estocolmo. Su primer éxito llegó en 1962 con la canción "Regniga natt", que consiguió el Disco de Oro y llegó al número uno de la lista de éxitos sueca.
Los éxitos se fueron sucediendo a partir de ese momento, incluido "Se mig i ögonen älskling", "Måndag måndag", "Kärlek på lasarett" y "Det finns ingenting att hämta". Aunque su éxito más internacional fue "Lyckliga gatan"), publicado en 1967 y que consiguió el disco de platino de Suecia y de diamante en Noruega y fue la melodía utilizada para la "Il ragazzo della via Gluck" de Adriano Celentano. Löfgren también grabó la versión alemana de la canción llamada "Immer am Sonntag". Durante la década de los 60, logró éxitos en lengua alemana. Fue muy conocida en el mercado alemán, grabando más de 22 canciones, algunas tan conocidas como 'Abschiednehmen Ist So Schwer", que fue la base de "Breaking Up Is Hard to Do" de Neil Sedaka.
Löfgren participó en la Melodifestivalen de 1963 (con la canción "Säg varför") y en 1968 (con "Jag vill tro").
En la década de los 80, se trasladó a Rånäs a las afueras de Estocolmo, donde residió hasta su muerte. Su última candión fue "Välkommen till Pireus" en 1995. Dejó de dar actuaciones en 2005.

## Principales éxitos
- Abschiednehmen ist so schwer 1962
- Iwan Iwanowitsch 1962
- Oh, mein Bräutigam 1962
- Sag' nicht immer Baby 1962
- Morgen hast du keine Sorgen 1964
- Oh, muß die Liebe schön sein 1964
- So kalt wie eine Winternacht 1964
- Wein' nicht um die And're 1965
- Wenn zwei sich wie wir gut versteh'n 1962
- Vergessen ist schwer 1966
- Wenn du weinst 1966
- Bleib doch stehn 1967
- Dein Herz das muss aus Gold sein 1967
- Doch das werd' ich dir verzeihen 1967
- Alle Blumen wollen blühen 1968
- Dein Glück ist mein Glück 1968
- Immer am Sonntag 1968
- Schön ist das Leben 1968
- Einen Ring mit deinem Namen 1969
- Ich bin leider keine große Dame 1969
- Rot ist die Liebe 1969
- Zum Weinen kein Talent 1969
- Arm oder Reich 1970
- Eine Hütte in den Bäumen 1970 (Versión alemán Temma Harbour)
- Morgen bist du dabei 1970
- Das Ende der Welt 1971
- Das Lied vom Glück 1971
- Einen Meter nebenan 1971
- Lass mich  geh'n (Release me) 1971
- Monday, Monday 1971
- Fällt es dir so leicht alles zu vergessen 1972
- Musik für einsame Mädchen 1972
- Jedes Herz braucht eine Heimat 1973
- Rosen aus Papier 1973